# The Edge of Love
The Edge of Love is een licht-biografisch oorlogsdrama uit 2008 onder regie van John Maybury. Het verhaal draait om dichter Dylan Thomas en de relatie met zijn vrouw Caitlin MacNamara. Sienna Miller werd voor haar bijrol als deze MacNamara genomineerd voor een British Independent Film Award.

## Verhaal
Dichter Dylan Thomas (Matthew Rhys) was de eerste grote liefde van Vera Phillips (Keira Knightley). Wanneer ze elkaar weer ontmoeten, begint het weer te broeien, alleen is hij inmiddels getrouwd met Caitlin MacNamara (Sienna Miller). Philips en MacNamara worden niettemin vriendinnen en het drietal kan het samen goed vinden. Alleen wanneer Philips vervolgens trouwt met William Killick (Cillian Murphy) wordt juist Thomas jaloers.

## Rolverdeling
| Acteur             | Personage       |
| ------------------ | --------------- |
| Sienna Miller      | Caitlin Thomas  |
| Matthew Rhys       | Dylan Thomas    |
| Cillian Murphy     | William Killick |
| Keira Knightley    | Vera Phillips   |
| Nick Stringer      | agent Williams  |
| Alastair Mackenzie | Anthony Devas   |
| Lisa Stansfield    | Ruth Williams   |
| Rachel Bell        | verloskundige   |
| Geoffrey Beevers   | griffier        |
| Joel Dommett       | treinsoldaat    |
| Simon Armstrong    | Wilfred Hosgood |